# Порт-Анджелес
Порт-Анджелес (англ. Port Angeles) — город в США, расположенный в округе Клаллам штата Вашингтон. Население города — 19 038 человек (2010).

## История
До колонизации Америки на территории города жило племя индейцев.
В 1791 году в гавань вошел испанский исследователь Франсиско де Элиза, который назвал её «Puerto de Nuestra Señora de los Ángeles» (Порт Богоматери Ангелов), заявив, что она принадлежит Испании. Впоследствии это название было сокращено до Порт-Анджелеса.
В XIX веке на месте будущего города стали селиться американцы европейского происхождения. В это время возникла небольшая деревня, жители которой занимались китобойным и рыбным промыслами, судоходством, а также вели торговлю с Викторией, Британская Колумбия. Первые поселенцы прибыли в 1856–1857 годах, с 1859 года на месте города вела свою деятельность Шербурская Земельная Компания.
Важную роль в развитии Порт-Анджелеса играл Виктор Смит, служащий таможни округа Пьюджет-Саунд под покровительством Салмона Чейза. Сперва он перенёс таможенный порт из Порт-Таунсенда в Порт-Анджелес, а затем, при поддержке Чейза, убедил Авраама Линкольна выделить будущему городу 3520 акров (1424 гектар) земли в качестве федерального резерва для маяков, военных и морских целей. Корпус инженеров армии США заложил на этой земле федеральный город, создав план улиц, который актуален до сих пор. В 1890 году Торговая палата США назвала Порт-Анджелес «Вторым национальным городом» (первый город, заложенный на федеральной земле — Вашингтон). Вскоре за этим население Порт-Анджелеса стало медленно расти, но смерть Смита при крушении судна «Брат Джонатан» привела к потере интереса к этой местности. Таможенный порт был возвращён в Порт-Таунсенд, и Порт-Анджелес погрузился в безвестность до 1880-х годов.
В 1884 году был построен отель, а торговый пост был расширен до первого универсального магазина в этом районе. Вскоре на месте, на котором стоит нынешний паромный причал, была построена пристань. В 1886–1890 года население Порт-Анджелеса увеличилось с 300 до 3000 человек. Сотни новых жителей Порт-Анджелеса были частью Кооперативной Колонии Пьюджет-Саунд, которая была основана в 1887 году и построила в будущем городе несколько первых постоянных гражданских объектов поселения: лесопилку, церковь, офисное здание и оперный театр. Порт-Анджелес получил статус города 11 июня 1890 года и позже в том же году был назван окружным центром округа Клаллам. Спустя несколько лет город преодолел депрессию и продолжил расти в XX веке. В 1914 году со строительством большой мельницы и железной дороги, соединяющей её с внутренними землями началась крупномасштабная лесозаготовка. Вскоре были построены новые заводы, а лесопильные и целлюлозные заводы поддерживали экономику района в течение всего столетия.
Туризм становился все более важным в местной экономике по мере роста национального благосостояния, и особенно с открытием в 1961 году моста через Худ-Канал, который сократил время в пути из населенного центрального региона залива Пьюджет-Саунд. Город привлекал туристов горами, реками, дождевыми лесами Национального парка Олимпик, а также рыбалкой и лодочными прогулками по проливу Хуан-де-Фука. в 1970-х и 1980-х годах заводы начали закрываться, пока не остался работать только целлюлозный завод компании Rayonier, который закрылся в 1997 году.
В августе 2003 года на побережье Порт-Анджелеса был начат строительный проект стоимостью 275 миллионов долларов, известный как Graving Dock Project; он был частью проекта замены восточной части моста через Худ-Канал. Предполагалось построить площадку для крепления понтонов моста. Во время строительства были обнаружены человеческие останки и артефакты. По словам старшего археолога Корпуса инженеров армии США в Сиэтле, это место оказалось «крупнейшей доисторической индейской деревней и могильником, найденным в Соединенных Штатах». Место археологических раскопок также включало захоронения коренных американцев конца XVIII и начала XIX веков.
Для проведения профессиональных раскопок были вызваны археологи. Они обнаружили около 300 могил и 785 частей человеческих костей, в дополнение к многочисленным ритуальным и церемониальным индейским артефактам из бывшей деревни Це-уит-зен федерально признанного племени Нижний Эльва Клаллам. Это место было постоянно занято местными культурами на протяжении тысячелетий; возраст некоторых останков составляет не менее 8000 лет. Из-за важности этого места для истории коренных американцев в декабре 2004 года был закрыт проект постройки сухого дока.
Многие из обнаруженных могил, казалось, содержали целые семьи, которые, видимо, умерли внезапно. Археологи предполагают, что это, вероятно, было результатом пандемии оспы и других инфекционных заболеваний, завезенных европейскими поселенцами в Северную Америку. Это привело к огромному количеству смертей среди коренных американцев в 1780 и 1835 годах, поскольку у них не было приобретённого иммунитета. Считается, что инфекционные заболевания, полученные в результате взаимодействия с европейскими торговцами мехом, убили около 90 процентов индейцев, живших на северо-западе, до европейско-американского заселения этого региона.
В 2016 году в Порт-Анджелесе были установлены уличные указатели на английском и клалламском языках, чтобы оживить и сохранить культуру местного коренного народа Клаллам.

## География
Город расположен на северной окраине полуострова Олимпик, на берегу пролива Хуан-де-Фука. В Порт-Анджелесе есть большая естественная глубоководная гавань, защищенная от штормов и волн, которые движутся преимущественно на юго-восток от Тихого океана. На севере от города через пролив видны южный берег острова Ванкувер и канадский город Виктория.

### Климат
В городе морской климат с засушливым летом (Csb).
| Показатель                    | Янв. | Фев. | Март | Апр. | Май | Июнь | Июль | Авг. | Сен. | Окт. | Нояб. | Дек. | Год |
| ----------------------------- | ---- | ---- | ---- | ---- | --- | ---- | ---- | ---- | ---- | ---- | ----- | ---- | --- |
| Средний суточный максимум, °C | 7    | 8    | 10   | 12   | 15  | 17   | 19   | 19   | 18   | 13   | 9     | 7    | 13  |
| Средняя температура, °C       | 4    | 5    | 6    | 8    | 11  | 13   | 15   | 15   | 13   | 10   | 6     | 4    | 9   |
| Средний суточный минимум, °C  | 1    | 1    | 2    | 4    | 7   | 9    | 10   | 10   | 9    | 6    | 3     | 1    | 5   |
| Норма осадков, мм             | 99   | 68   | 54   | 32   | 25  | 22   | 13   | 18   | 28   | 64   | 102   | 110  | 635 |
| Источник: Данные погоды       |      |      |      |      |     |      |      |      |      |      |       |      |     |